# Christian Daniel Rauch

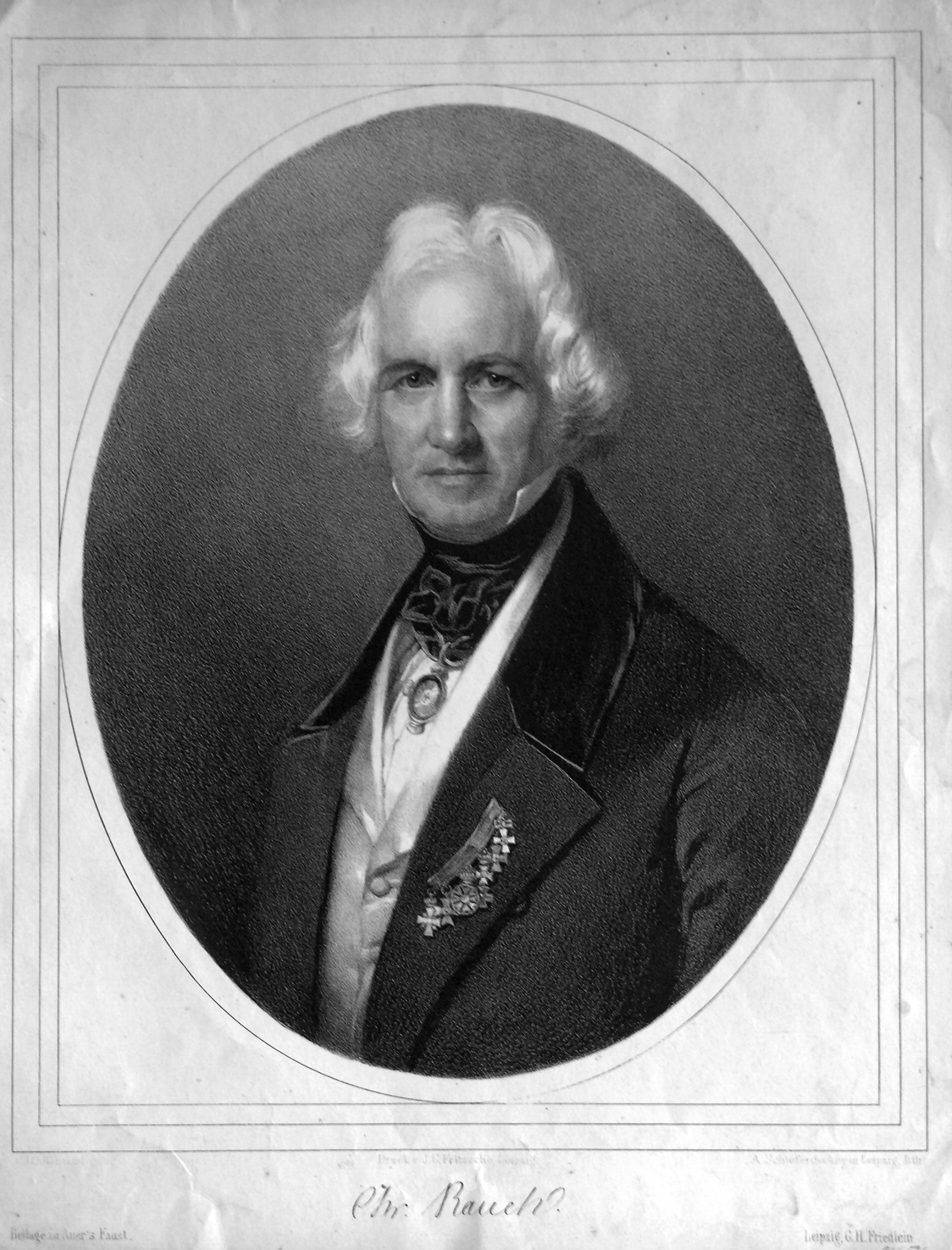
Christian Daniel Rauch

Christian Daniel Rauch (2. ledna 1777, Arolsen, Hesensko – 3. prosince 1857, Drážďany), jeden z nejdůležitějších sochařů 19. století, představitel německého klasicismu. Byl žákem Johanna Gottfrieda Schadow a zakladatelem berlínské sochařské školy.

## Život
Rauch vyrostl v rodině vojáka a později komorníka sloužícího u Fridricha II. Hesensko-Kasselského v Bad Arolsen. Zde získal vzdělání v latině a francouzštině a první školení v sochařství u Friedricha Valentina. Později pracoval jako asistent dvorního sochaře Johanna Christiana Ruhla v Kasselu, kde se naučil modelaci v hlíně a podílel se na výzdobě zámku Wilhelmshöhe.
Po smrti otce dělal zahradníka a komorníka na zámku Sanssouci a po smrti staršího bratra (1797) odešel ke dvoru pruského krále Fridricha Viléma II. do Berlína, kde se ve volných chvílích věnoval sochařství a studiu historie umění a archeologie na berlínské Akademii umění (Preußische Akademie der Künste). Když ho jednou při modelování překvapila pruská královna Louisa, poslala Raucha studovat na Akademii sochařství. Stal se také asistentem dvorního sochaře Johanna Gottfrieda Schadowa, autora proslulého kontroverzního sousoší obou pruských princezen. Roku 1804 mu král Fridrich Vilém III. umožnil studovat a pracovat v Římě, kde se spřátelil s Antoniem Canovou, Bertelem Thorvaldsenem a filosofem Wilhelmem von Humboldtem (ten tehdy působil v Římě jako vyslanec Pruska). Po dobu šesti let pobíral Rauch stipendium a pobýval střídavě v sochařské dílně v Římě a v Carraře. Z Říma také na dálku sledoval porážku Pruska Napoleonovými vojsky roku 1806 i uzavření míru.
Byl otcem dvou nemanželských dcer (1804, 1812). Své otcovství uznal, ale s jejich matkou se neoženil a děti vyrůstaly v rodině jeho bratrance. Od roku 1815 bydlel v královském paláci a roku 1819 se definitivně usadil v Berlíně. Založil zde sochařskou dílnu, kam pozval z Carrary Christiana Friedricha Tiecka s jeho čtyřmi nejzkušenějšími italskými mramoráři. Rauchova dílna se stala základem berlínské sochařské školy.
Rauch byl jedním z nejvytíženějších evropských sochařů, hodně cestoval, plnil množství veřejných zakázek, byl vyznamenán královnou a stal se členem zahraničních akademií. Rauch také radil při nákupu soch a mramorových bloků, posílal vyškolené sochaře do Paříže a Petrohradu nebo dohlížel na kvalitní personální obsazení berlínské kovolijecké manufaktury. Jeho žáky byli Christian Friedrich Tieck, Ernst Rietschel, Friedrich Drake, Reinhold Begas nebo Albert Wolff.

### Pocty
- Plaketa Královské akademie umění
- Čestný doktorát Filosofické fakulty Friedrich-Wilhelms-Universität, Berlín
- 1837 zahraniční člen Koninklijke Nederlandse Akademie van Wetenschappen[2]
- 31. května 1842 obdržel pruský řád Pour le Mérite pro vědu a umění

## Dílo
Spor o kostým mezi zastánci antikizujícího a realistického proudu německého klasicismu byl rozhodnut ve prospěch realismu již za Rauchova předchůdce Schadowa. Přetrvával ale raně romantický patos, patriotismus a idealismus usilující o harmonickou rovnováhu mezi realitou a ideálním světem. Zatímco Schadow byl převážně sochařem 18. století, Rauch představoval modernější klasicismus 19. století.
Rauch si obvykle obstaral veškeré dostupné informace o portrétované osobě a vytvořil modeletto a pak pomocný model nahé postavy v poloviční velikosti. Zároveň požádal o plány a náčrtky budov v okolí zamýšleného umístění pomníku a zvažoval i alternativní polohu. Na model v ateliéru aranžoval šaty a pak teprve tvořil sochu v hlíně ve skutečné velikosti, často po dobu několika měsíců. Sádrový odlitek, který byl použit pro finální odlití sochy v bronzu, prodal a peníze věnoval na dobročinné účely. Mramorovou sochu podle sádrového modelu dělali obvykle jeho pomocníci. Někdy se vyskytly problémy s kvalitou kamene - např. mramorová socha cara Alexandra I. byla vytvořena až napotřetí, když předtím blok kamene dvakrát popraskal.

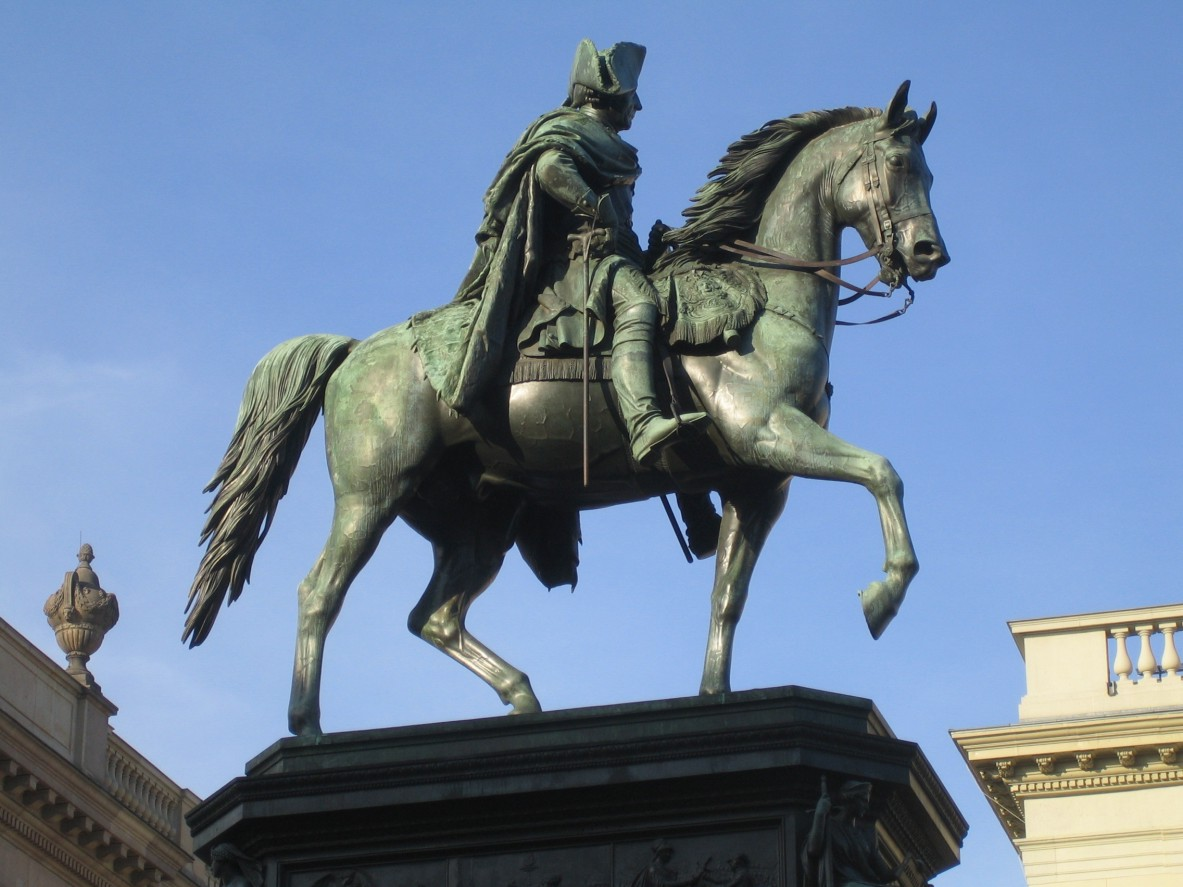
jezdecký pomník Fridricha II. Velkého

Rauch jen do roku 1828 vytvořil 70 mramorových bust, z toho 20 v nadživotní velikosti. Roku 1830 začal spolu s architektem Schinkelem plánovat jezdecký pomník pruského krále Fridricha II. Velkého. Pomník byl odhalen v roce 1851 (Unter den Linden, Berlin) a byl považován za mistrovské dílo moderního sochařství. Rauchovi přinesl četné pocty.
V dílně Rauch trávil většinu dne a se svými studenty a pomocníky vytvořil kolem 50 soch, 150 bust a 90 reliéfů. Jeho posledním dílem, které vytvořil v 81 letech, byla socha Albrechta Thaera, zakladatele německé zemědělské vědy.

### Známá díla (výběr)
- 1810 Adelheid von Humboldt jako Psýché, sedící mramorová socha, Řím
- před 1815 Náhrobek Louisy Pruské (mramor), Mausoleum v Charlottenburgu, Berlín
- 1819 Sochy: Friedrich Wilhelm Freiherr von Bülow, Gebhard Leberecht von Blücher, Gerhard von Scharnhorst, Ludwig Yorck von Wartenburg, Königswache v Berlíně, 1819.
- 1820 busta Goetha (mramor), Goethe Museum Dusseldorf
- 1825 busta Carl Friedrich Zeltera, Sing-Akademie, Berlín
- 1825-29 pomník - August Hermann Francke, Halle
- 1825-26 památník Friedricha von Kleist, Merseburg
- 1828 socha Goethe v županu
- 1828 medaile Alexander von Humboldt
- 1841 Bronzové sochy piastovského knížete Měška I. a prvního polského krále Boleslava Chrabrého pro katedrálu v Poznani
- Památník Walhalla: busty Raphael Mengs (1808), Hans Sachs, Anthonis van Dyck, admirál Tromp, Martin Schongauer (1813), Frans Snyders (1814), Blücher (1817), hrabě Hans Karl von Diebitsch-Sabalkanski (1830) Gerhard von Scharnhorst (1831), Albrecht Dürer (1837) a 6 vítězných generálů
- Památník krále Maxmiliána I. Josefa Bavorského, bronzová socha Johanna Baptisty Stiglmaiera, Mnichov
- 1830-40 Dürerova socha v Norimberku (model), dokončil Jacob Daniel Burgschmiet
- 1838-1845 Victoria házející věnec (mramorová socha, nyní Alte Nationalgalerie Berlín
- 1842 Hrobka královny Frederiky, Das Mausoleum im Berggarten, Hannover
- Hrobka krále Ernsta Augusta, Hannover
- 1846 sarkofág s postavou Bedřicha Viléma III., Berlin
- 1851 Jezdecký pomník krále Friedricha II. Velikého, ulice Unter den Linden, Berlín
- 1857-59 bronzová socha Albrechta Daniela Thaera, Berlín, Invalidenstr. 42
- 1864 socha Immanuela Kanta pro Königsberg, odlita Hermannem Gladbeckem, v roce 1945 nezvěstná, znovu osazena 1992.
- návrh sochy Mojžíš podporovaný Áronem a Hurem, v modlitbě za svůj lid v boji proti Amalechovi, mramor, kostel Míru v Postupimi
- dva bronzoví jeleni pro Jagdschloss Platte poblíž Wiesbadenu

### Galerie

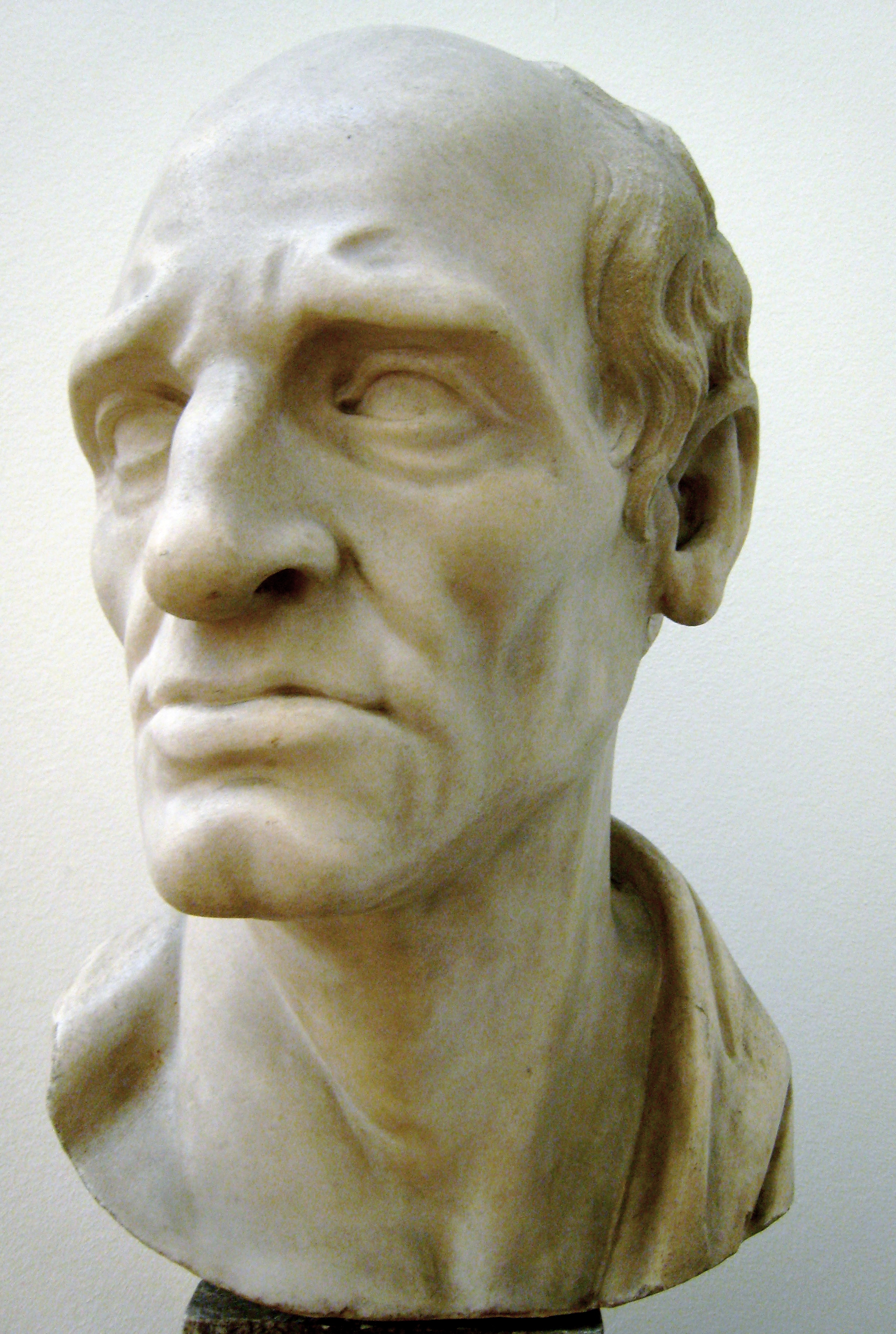
arcibiskup Giuseppe Capece Latro, 1810
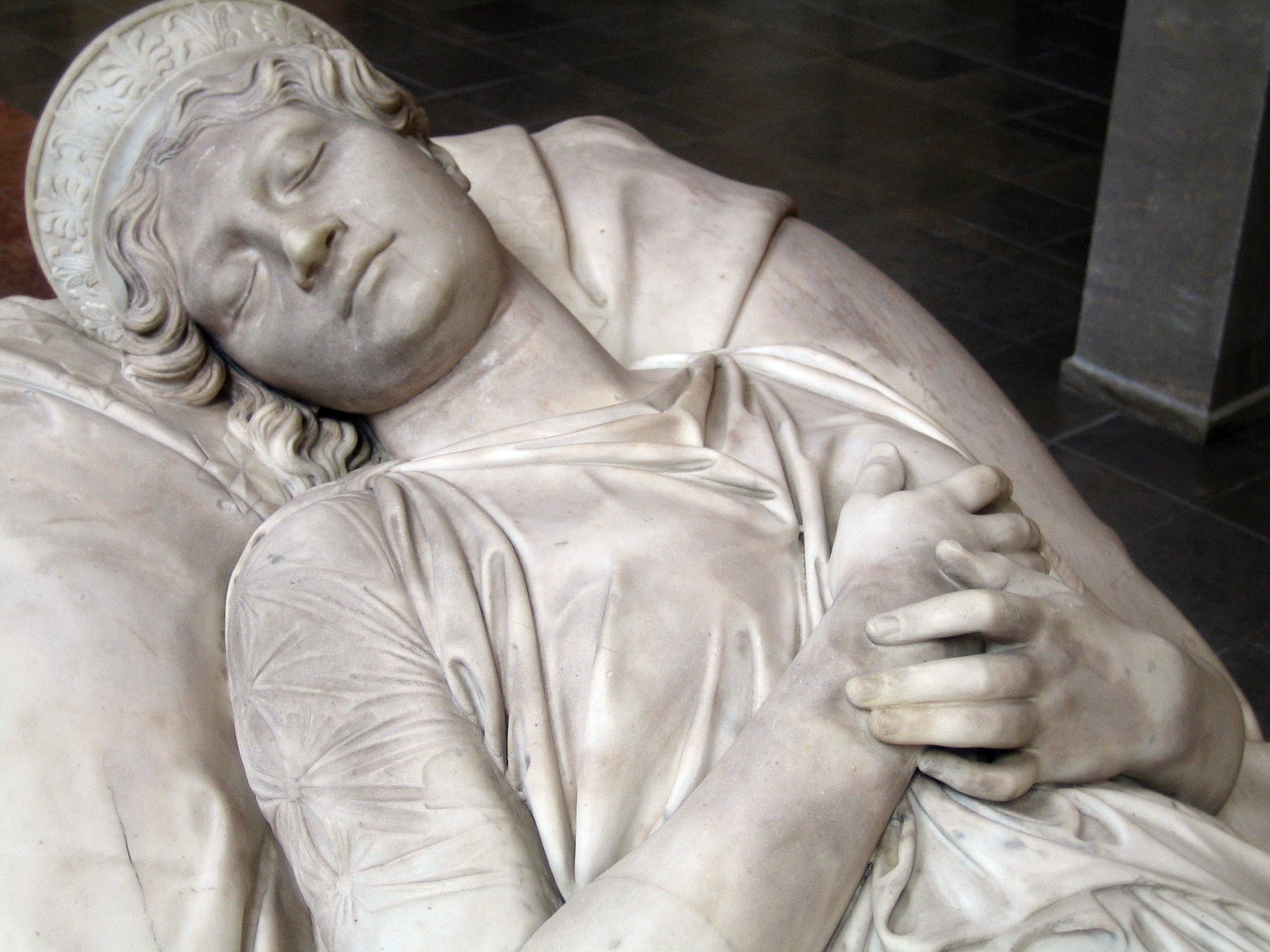
sarkofág královny Louisy, 1811-14
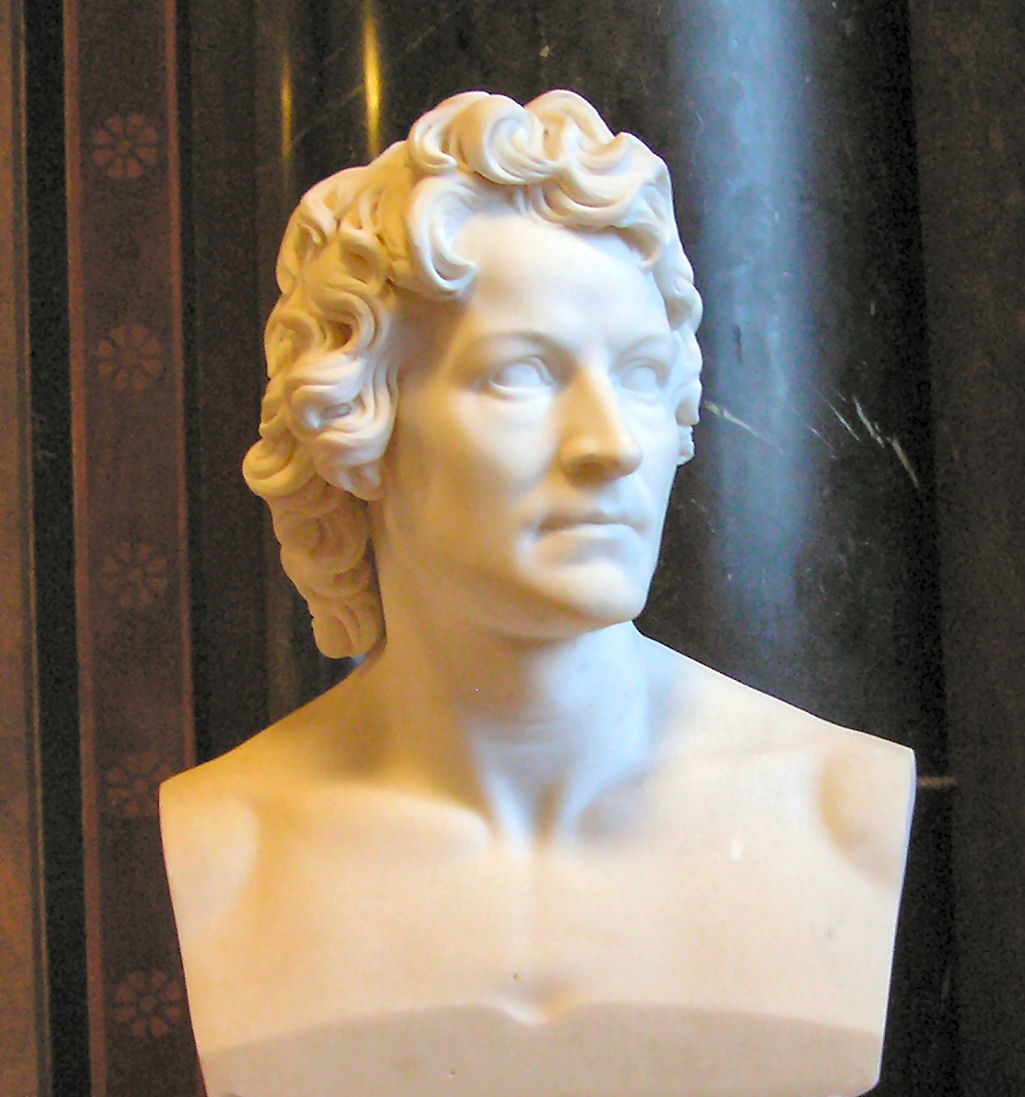
busta Bertela Thorvaldsena, 1816
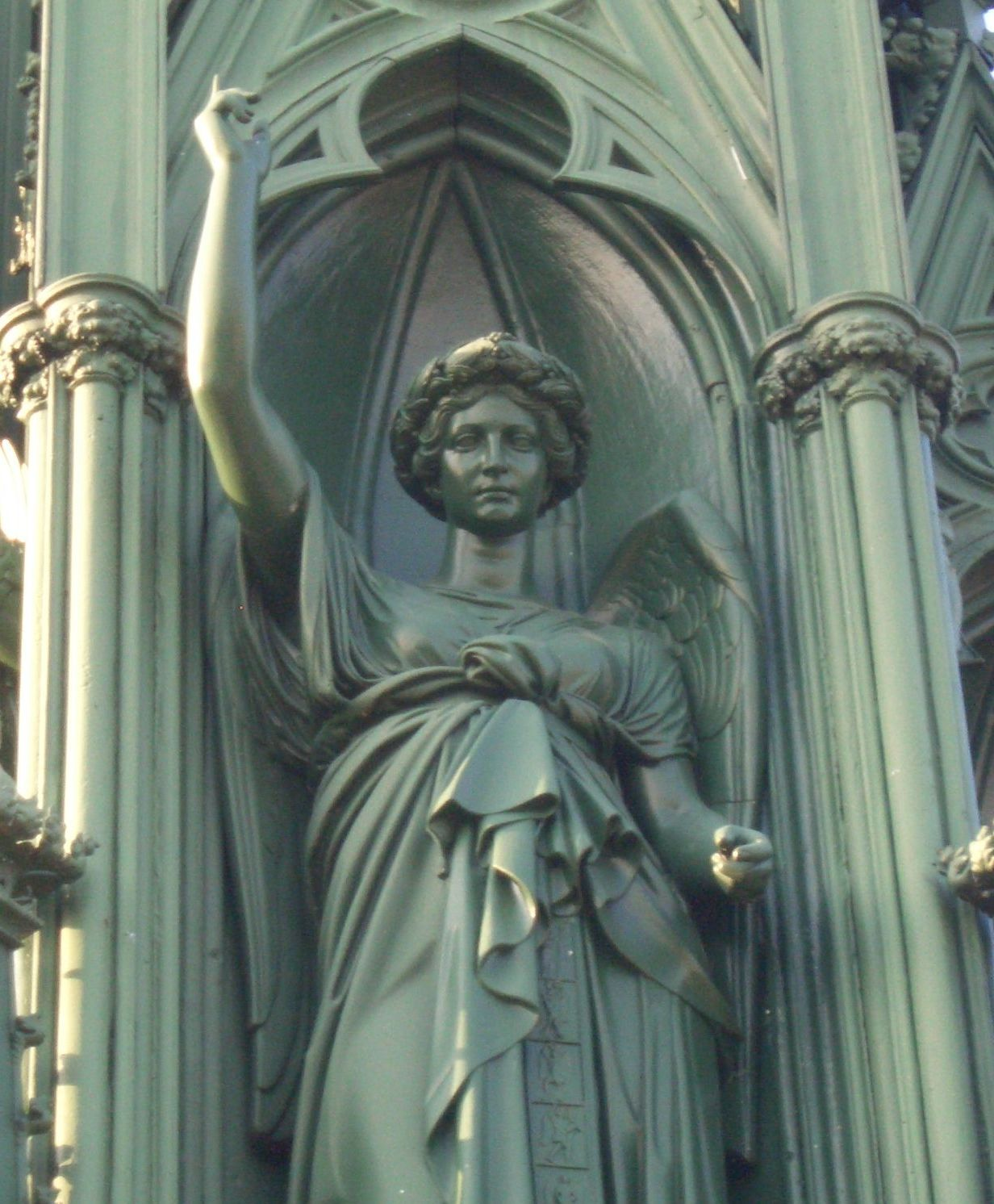
Šarlota Pruská, pozdější ruská carevna, památník Kreuzberg
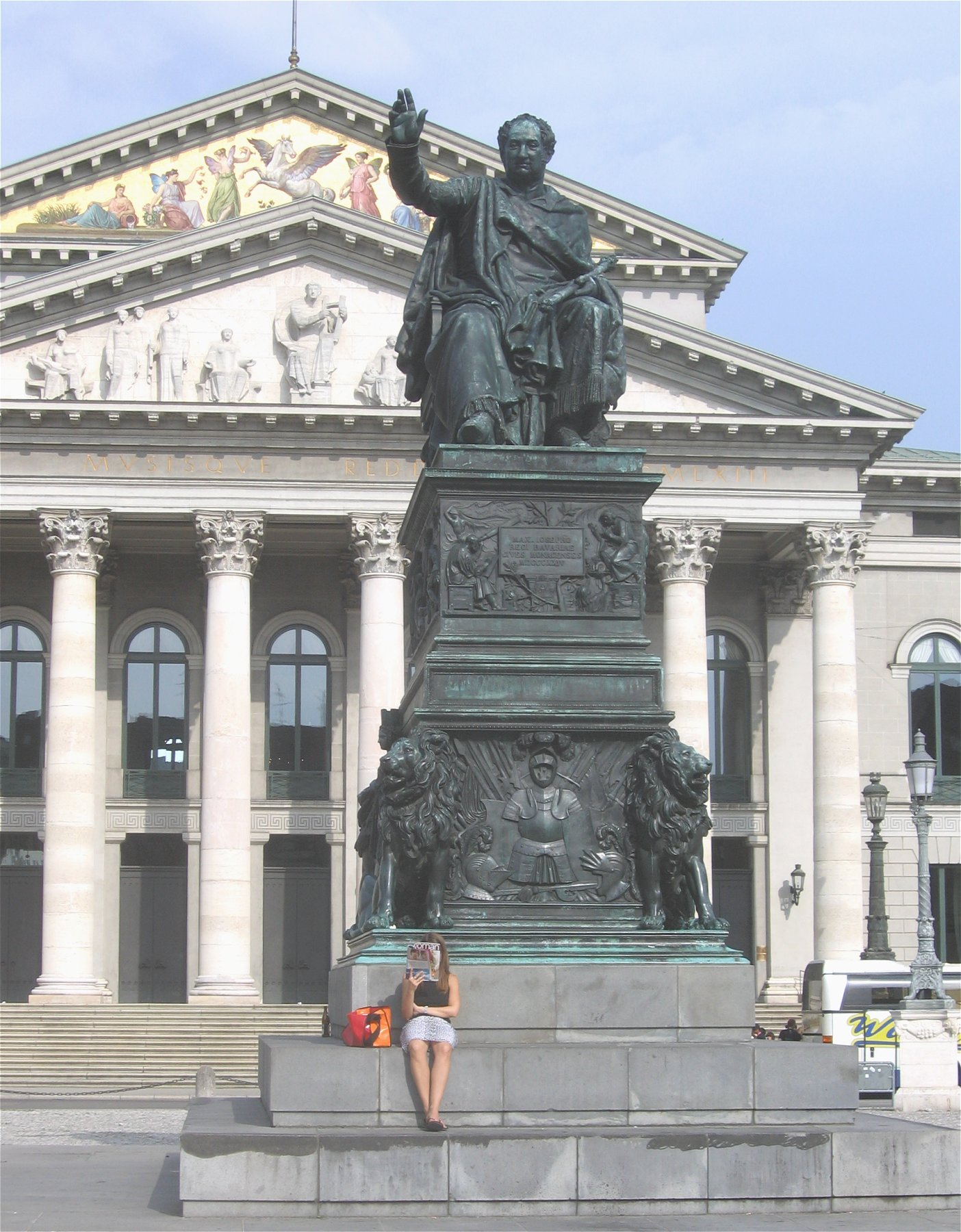
Maximilian I. Joseph, Mnichov
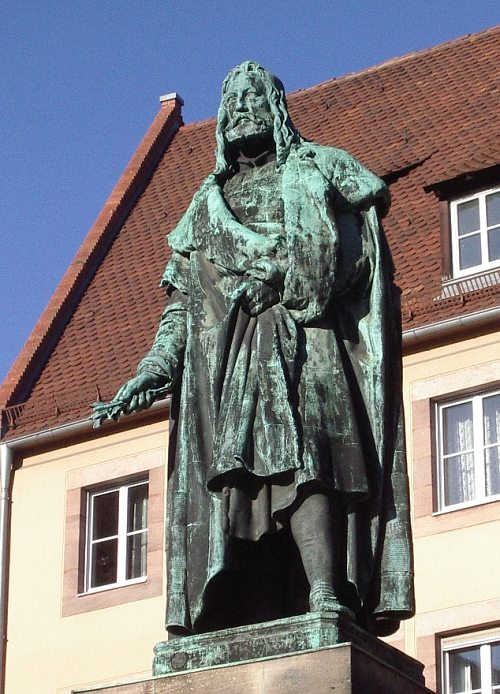
Albrech Dürer, Norimberk
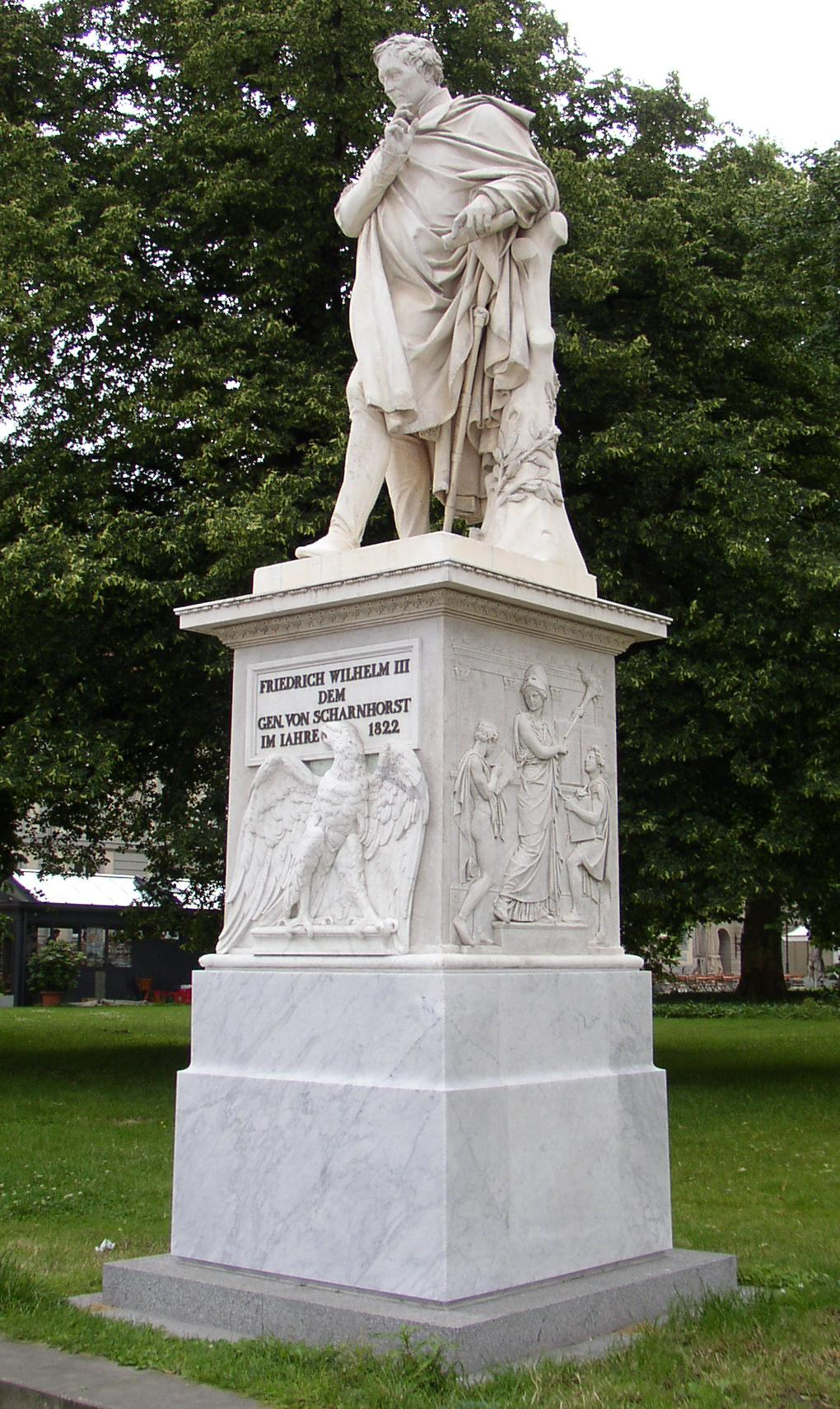
Gerhard von Scharnhorst, Unter den Linden, Berlin
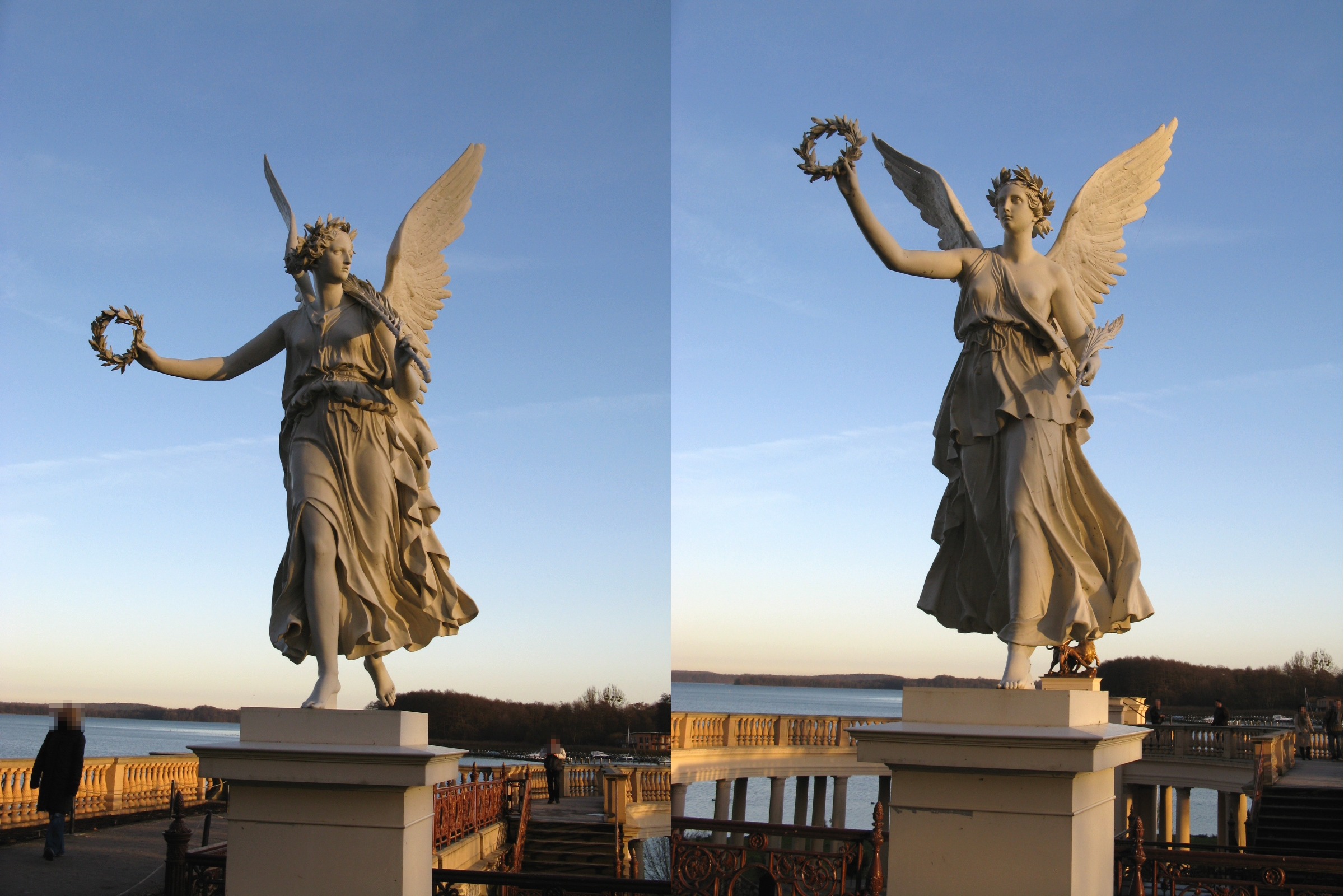
Viktoria, Burggarten Schwerin